# Кубок Невы по теннису 2017
Кубок Невы 2017 года (англ. Neva Cup 2017) — 9-й розыгрыш профессионального теннисного турнира среди женщин, являющегося частью тура ITF. Проводился с 18 по 23 сентября в Санкт-Петербурге (Россия) на крытых хардовых кортах Теннисного центра «Динамо». Призовой фонд составил 100 тысяч долларов.

## Соревнования
В турнире участвовали 32 игрока в одиночном разряде и 32 игрока (16 пар) в парном разряде.
| Разряд            | Победитель                         | Финалист                       | Счёт финала |
| ----------------- | ---------------------------------- | ------------------------------ | ----------- |
| Женский одиночный | Белинда Бенчич                     | Даяна Ястремская               | 6-2 6-3     |
| Женский парный    | Анна Блинкова Вероника Кудерметова | Белинда Бенчич Михаэла Гончова | 6-3 6-1     |